# Szank
Szank je selo i općina u jugoistočnoj središnjoj Mađarskoj.
Zauzima površinu od 74,83 km četvornih.

## Zemljopisni položaj
Nalazi se u regiji Južni Alföld, na 46°33'14" sjeverne zemljopisne širine i 19°40'1" istočne zemljopisne dužine.

## Upravna organizacija
Upravno pripada kiškunmajskoj mikroregiji u Bačko-kiškunskoj županiji. Poštanski broj je 6131.

## Promet
Iako se Szank nalazi na željezničkoj prometnici, u selu nema željezničke postaje.

## Stanovništvo
U Szanku živi 2622 stanovnika (2005.).

## Gradovi prijatelji
- Porumbenii Mari
- Mauru
- Topolje
- Quindici
- Hiiumaa

## Vanjske stranice
- (mađ.) Szank honlapja
- (mađ.) Szank térképe  Arhivirana inačica izvorne stranice od 12. listopada 2008. (Wayback Machine)